# パリ・スピネッリ
パリ・スピネッリ（Parri Spinelli）として知られるグアスパリ・ディ・スピネロ（Guasparri di Spinello、1387年頃 - 1453年1月9日（埋葬日））は、イタリアの画家、彫金家である。画家、スピネロ・アレティーノの息子で、その後フィレンツェでロレンツォ・ギベルティの工房で働き影響を受けた。

## 略歴
トスカーナのアレッツォで生まれた。父親のスピネロ・アレティーノ（c.1350-c.1410）はアレッツォやピサ、シエーナの教会の装飾画を描いた画家で、父親の工房で働き、父親の助手として1405年にシエーナの聖堂の装飾画を描き、1407年にはシエーナの市庁舎（Palazzo Pubblico）のSala di Balíaの装飾画を描いた。父親が亡くなった後の1411年から1419年の間はフィレンツェに移り、彫刻家のロレンツォ・ギベルティ（c.1381-1455）の工房で働いた。
1419年にアレッツォに戻った後、アレッツォで最も有力な画家として働いたとされる。パリ・スピネッリの制作した装飾画の大半は失われているが、多くの準備のための下絵が残されている。
1453年にアレッツォで亡くなった。

## 作品

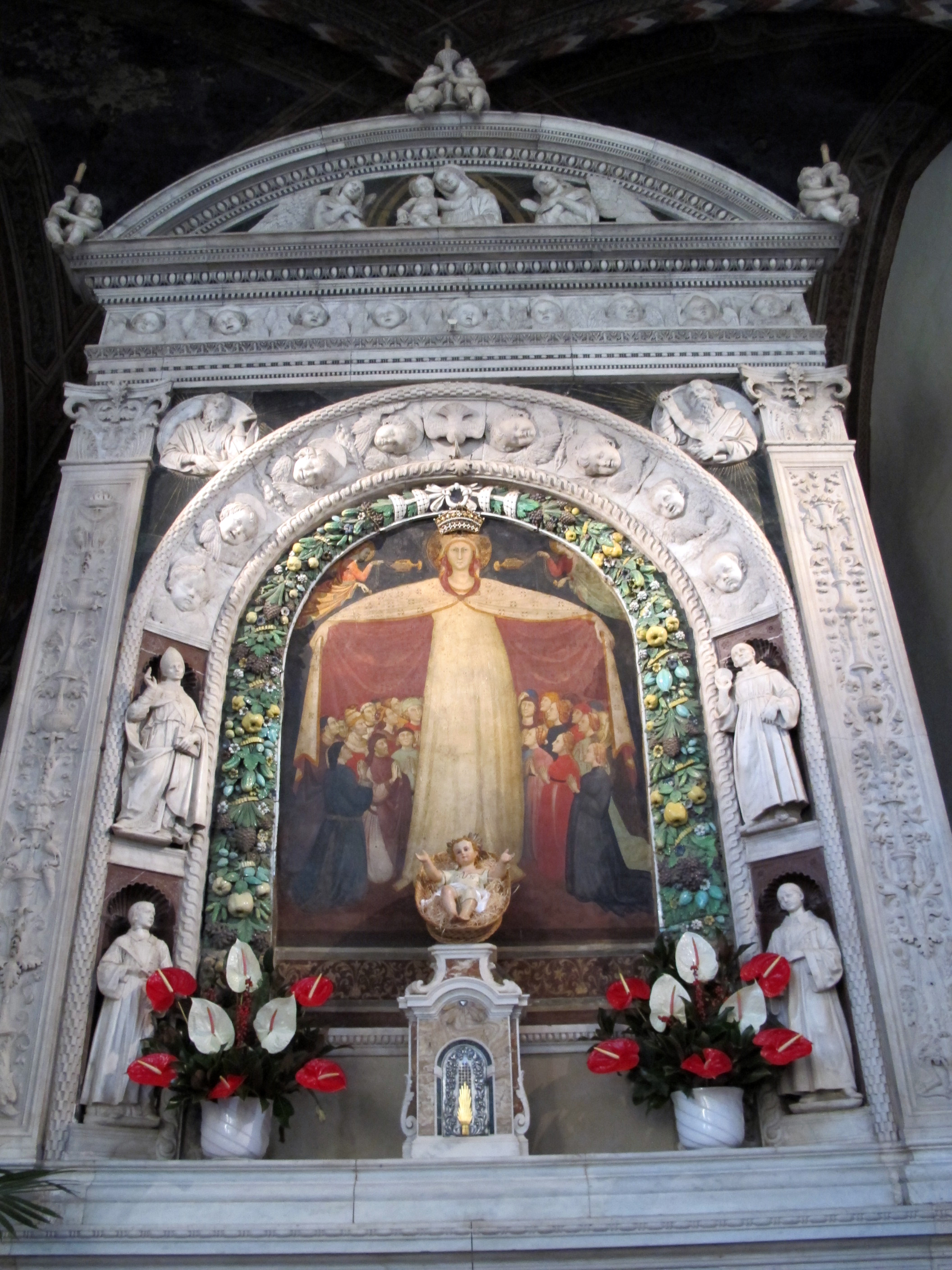
アレッツォのサンタ・マリア・デッレ・グラツィエ教会の祭壇の聖母子像（彫刻家のアンドレア・デッラ・ロッビアと共作）
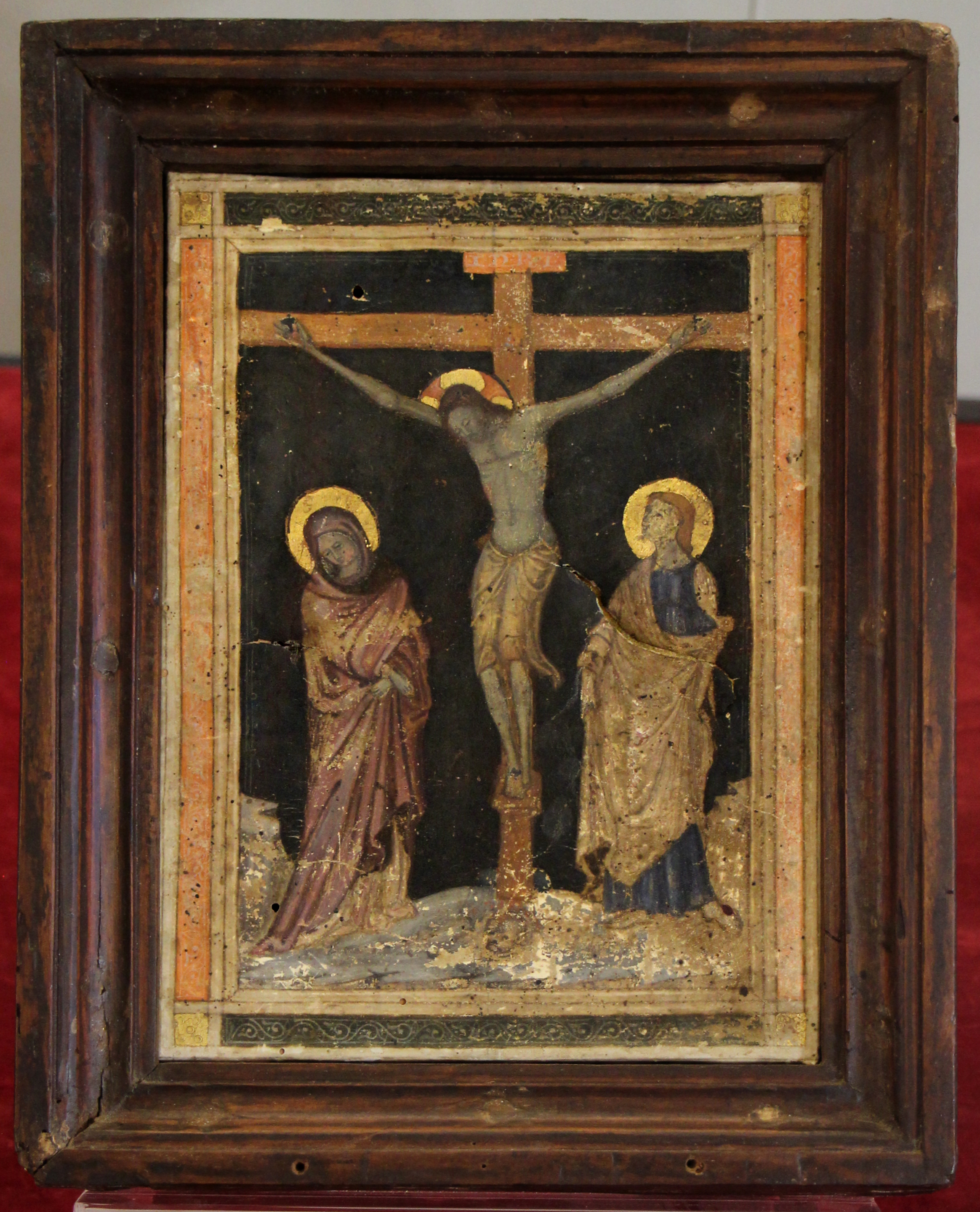
十字架のキリストと弔問者 カスティリオーン・フィオレンティーノのPinacoteca Comunale
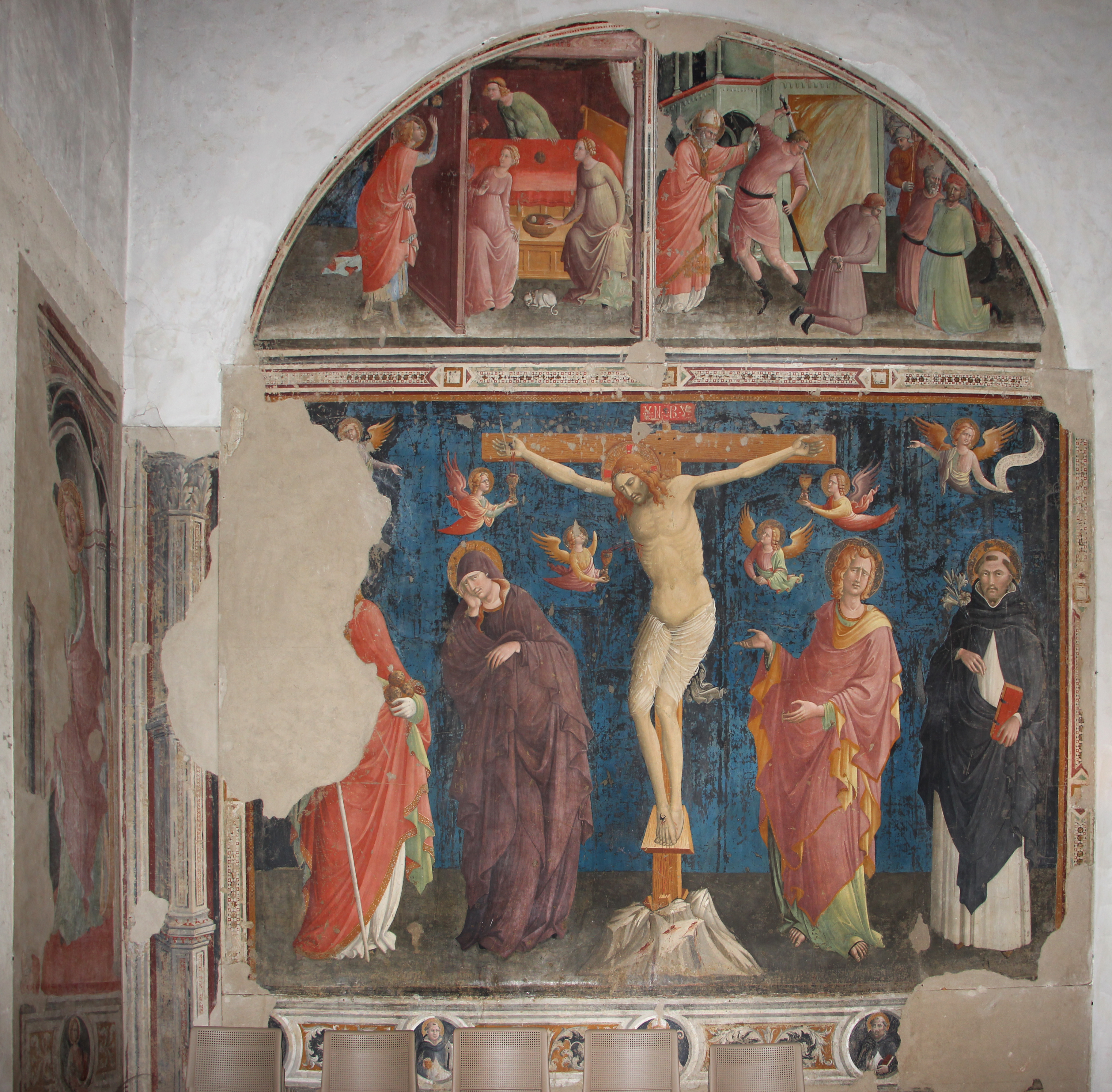
アレッツォのサン・ドメニコィエ教会の十字架のキリストと聖人たち